# Patrulla ASPA
La Patrulla Aspa es el grupo de helicópteros de vuelo acrobático del Ejército del Aire y del Espacio Español con sede en la Base Aérea de Armilla (Granada). La Patrulla Aspa utiliza cinco helicópteros Eurocopter EC 120B Colibri. La tripulación la componen dos pilotos por aparato, los cuales son además, instructores de vuelo de la Escuela de Helicópteros del Ejército del Aire y del Espacio. El personal de apoyo que acompaña a los pilotos de la patrulla lo componen catorce personas (diez técnicos de mantenimiento de aeronaves, dos especialistas en vídeo y fotografía y dos relaciones públicas).
Desde agosto de 2010, disponen de página web donde permiten a sus seguidores obtener las últimas noticias sobre sus actividades.

## Características
Fue formado el 23 de septiembre de 2003, y realizó su primera exhibición aérea el 16 de mayo de 2004 en la ciudad de Sevilla. Desde entonces ha tenido varias actuaciones en España, y también algunas fuera del país:
- 2005: Évora (Portugal) (dentro del Portugal Air Show 2005)
- 2006: Toulouse y Valence (Francia)
- 2007: Metz/Bierset (Bélgica)

## Helicópteros utilizados

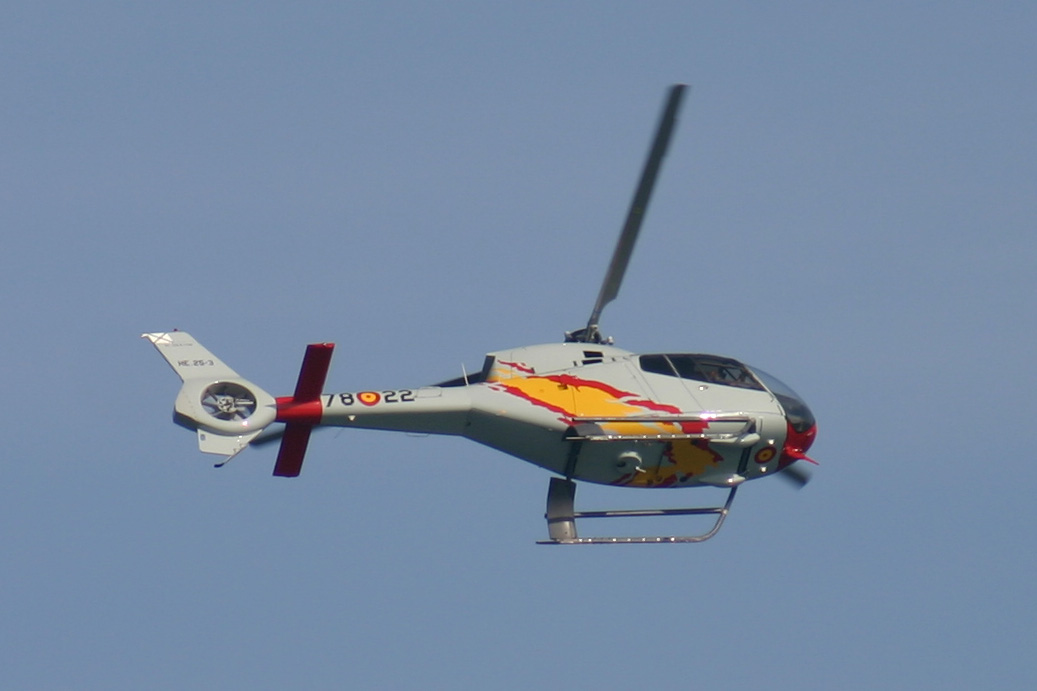
Eurocopter EC 120B Colibri de la Patrulla ASPA durante una exhibición en Barcelona.

| Helicóptero                | Número | Periodo           |
| -------------------------- | ------ | ----------------- |
| Eurocopter EC 120B Colibri | 5      | 2003 — actualidad |